# Jefferson County (Oregon)
Jefferson County ist ein County im US-Bundesstaat Oregon der Vereinigten Staaten von Amerika. Das U.S. Census Bureau hat bei der Volkszählung 2020 eine Einwohnerzahl von 24.502 ermittelt. Der Verwaltungssitz (County Seat) ist Madras. Das County ist nach dem Mount Jefferson benannt.

## Geographie
Das County hat eine Fläche von 4639 Quadratkilometern, davon sind 27 Quadratkilometer (0,58 Prozent) Wasserfläche.

## Geschichte
Drei Bauwerke des Countys sind im National Register of Historic Places (NRHP) eingetragen (Stand 12. Juli 2018).

## Demografische Daten

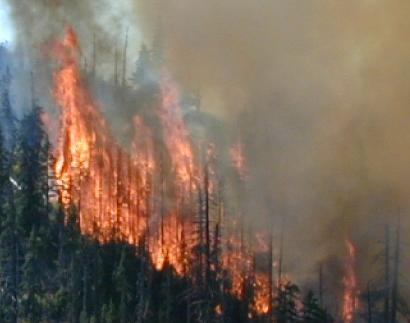
Die B&B Complex-Brände 2003 in der Kaskadenkette

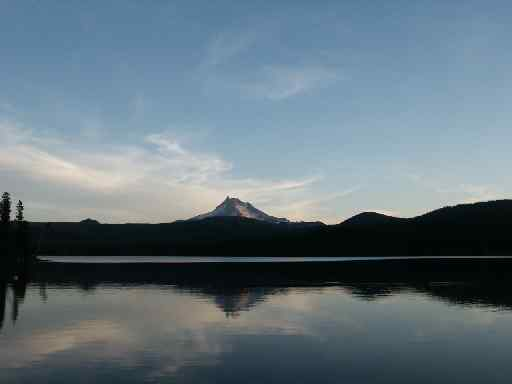
Der Olallie Lake in der Olallie Lake Scenic Area

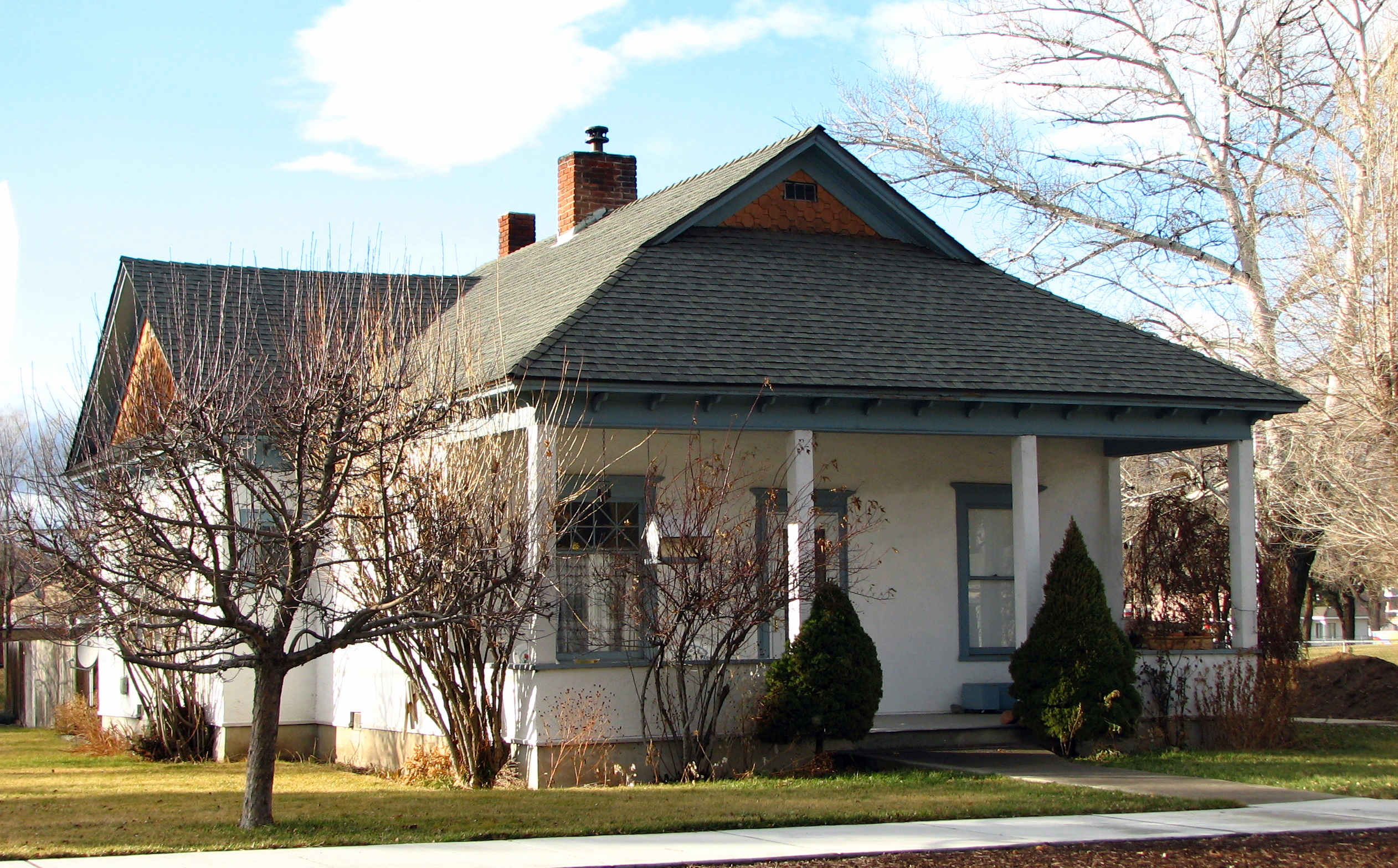
Das Max and Ollie Lueddemann House, gelistet im NRHP mit der Nr. 96000620

Nach der Volkszählung im Jahr 2000 lebten im County 19.009 Menschen. Es gab 6727 Haushalte und 5166 Familien. Die Bevölkerungsdichte betrug 4 Einwohner pro Quadratkilometer. Ethnisch betrachtet setzte sich die Bevölkerung zusammen aus 68,98 % Weißen, 0,26 % Afroamerikanern, 15,68 % amerikanischen Ureinwohnern, 0,30 % Asiaten, 0,22 % Bewohnern aus dem pazifischen Inselraum und 11,32 % Prozent aus anderen ethnischen Gruppen; 3,23 % stammten von zwei oder mehr ethnischen Gruppen ab. 17,74 % der Bevölkerung waren spanischer oder lateinamerikanischer Abstammung.
Von den 6727 Haushalten hatten 35,60 % Kinder und Jugendliche unter 18 Jahre, die bei ihnen lebten. 60,50 % waren verheiratete, zusammenlebende Paare, 10,50 % waren allein erziehende Mütter. 23,20 % waren keine Familien. 18,60 % waren Singlehaushalte und in 6,90 % lebten Menschen im Alter von 65 Jahren oder darüber. Die Durchschnittshaushaltsgröße betrug 2,80 und die durchschnittliche Familiengröße lag bei 3,16 Personen.
Auf das gesamte County bezogen setzte sich die Bevölkerung zusammen aus 29,80 % Einwohnern unter 18 Jahren, 7,70 % zwischen 18 und 24 Jahren, 26,90 % zwischen 25 und 44 Jahren, 23,20 % zwischen 45 und 64 Jahren und 12,40 % waren 65 Jahre alt oder darüber. Das Durchschnittsalter betrug 35 Jahre. Auf 100 weibliche Personen kamen 101,90 männliche Personen, auf 100 Frauen im Alter ab 18 Jahren kamen statistisch 100,80 Männer.

Das jährliche Durchschnittseinkommen eines Haushalts betrug 35.853 USD, das Durchschnittseinkommen der Familien betrug 39.151 USD. Männer hatten ein Durchschnittseinkommen von 31.126 USD, Frauen 22.086 USD. Das Prokopfeinkommen betrug 15.675 USD. 14,60 % der Bevölkerung und 10,40 % der Familien lebten unterhalb der Armutsgrenze. 22,20 % davon waren unter 18 Jahre und 5,90 % waren 65 Jahre oder älter.